# Kupecká nemocnice
Kupecká nemocnice je budova nacházející se v pražské ulici Ke Karlovu čo. 4. Sídlí zde Ústav normální, patologické a klinické fyziologie 3. lékařské fakulty Univerzity Karlovy. Neogotická budova byla vystavěna v letech 1859–1861. Dokončeno 13. 11. 1861. Autorství není přesně známo. Nejnovější literatura považuje za autora stavby německého architekta Bernarda Gruebra. Od října 1862 zde sídlila Nemocnice pražského obchodnictva. Odtud nese svůj zkrácený název Kupecká nemocnice. Tato společnost v čele s Eduardem Pleschnerem z Eichstettu zde zakoupila od Pleschnerů zahradu s altánem. Sám Eduard Pleschner stavbu částečně dozoroval a spolufinancoval. Od roku 1958 byla budova památkově chráněna spolu s oplocením, zahradou a empírovým altánem. Zahrada a altán byly v roce 1973 z ochrany vyňaty a altán následně zbourán. Po celou dobu své existence sloužila budova nemocničním účelům. Postupně zde sídlila ortopedie, klinická fyziologie a patologie.
Jedná se o jednopatrovou budovu v neogotickém slohu. První patro původně sloužilo pacientům, v přízemí byly byty personálu a v suterénu hospodářské zázemí. Směrem do ulice navazuje nízká zídka s kovářskou výzdobou. 

## Galerie

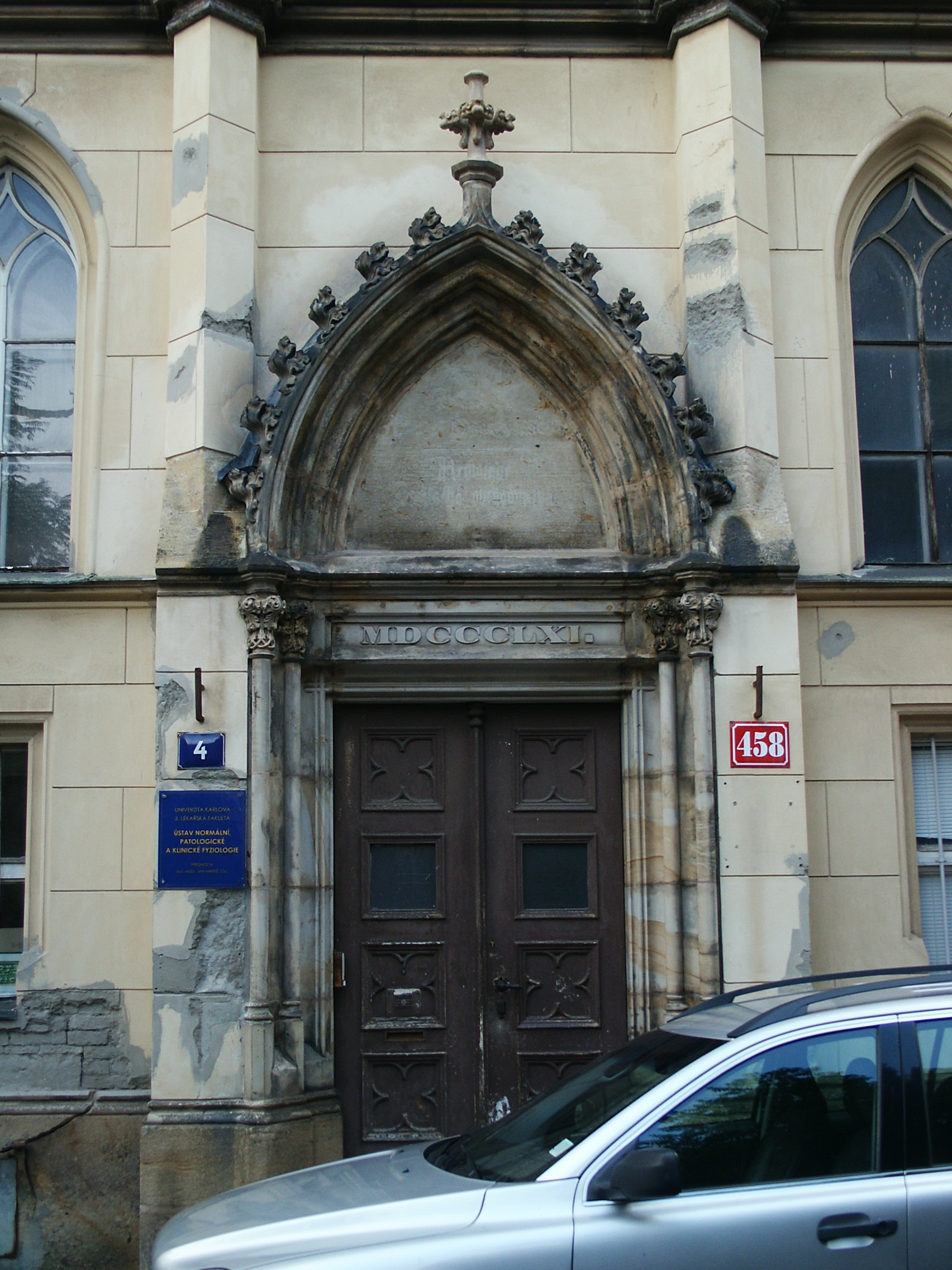
Vstupní porták (2013)
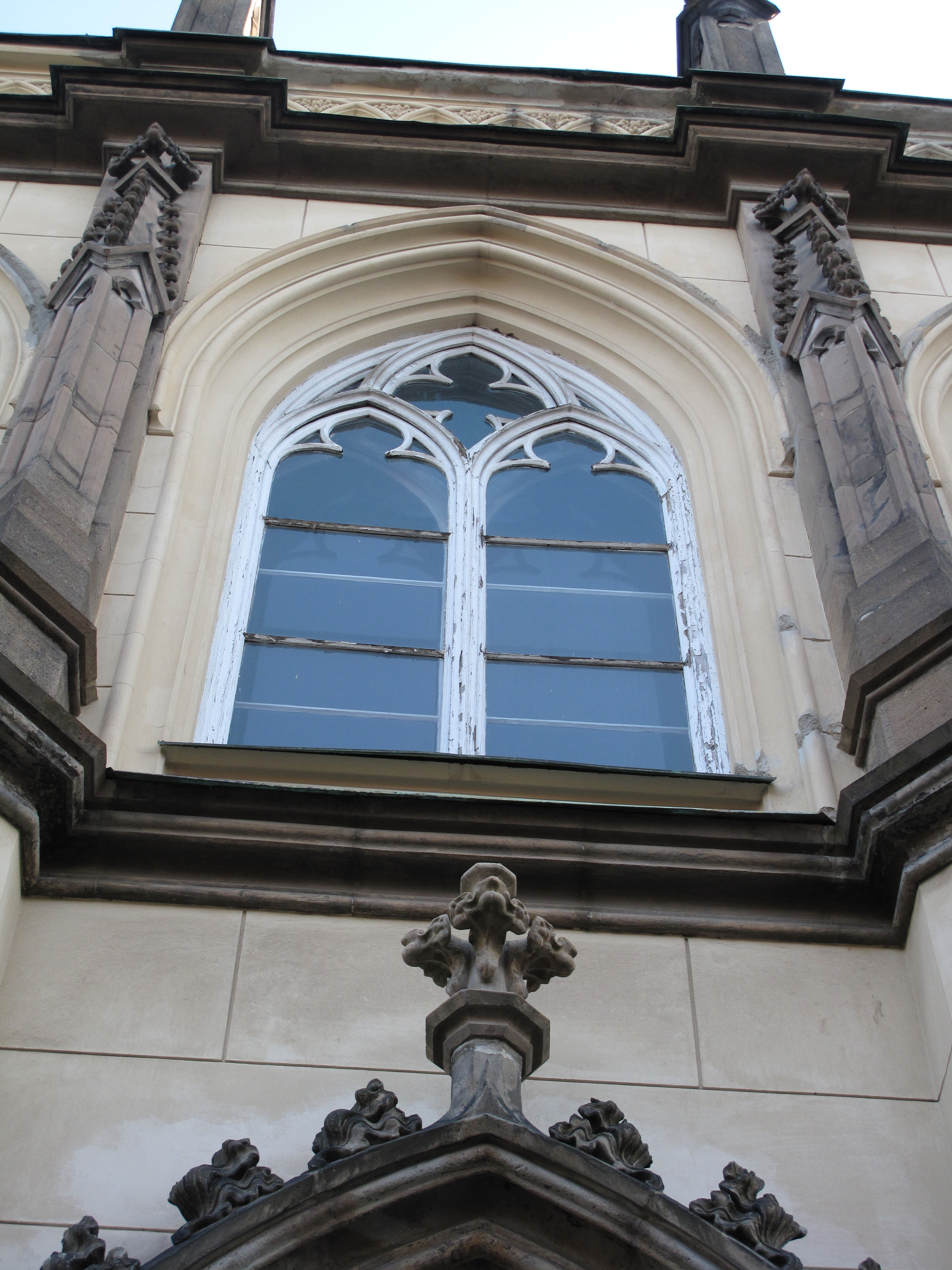
Okno nad vstupním portálem
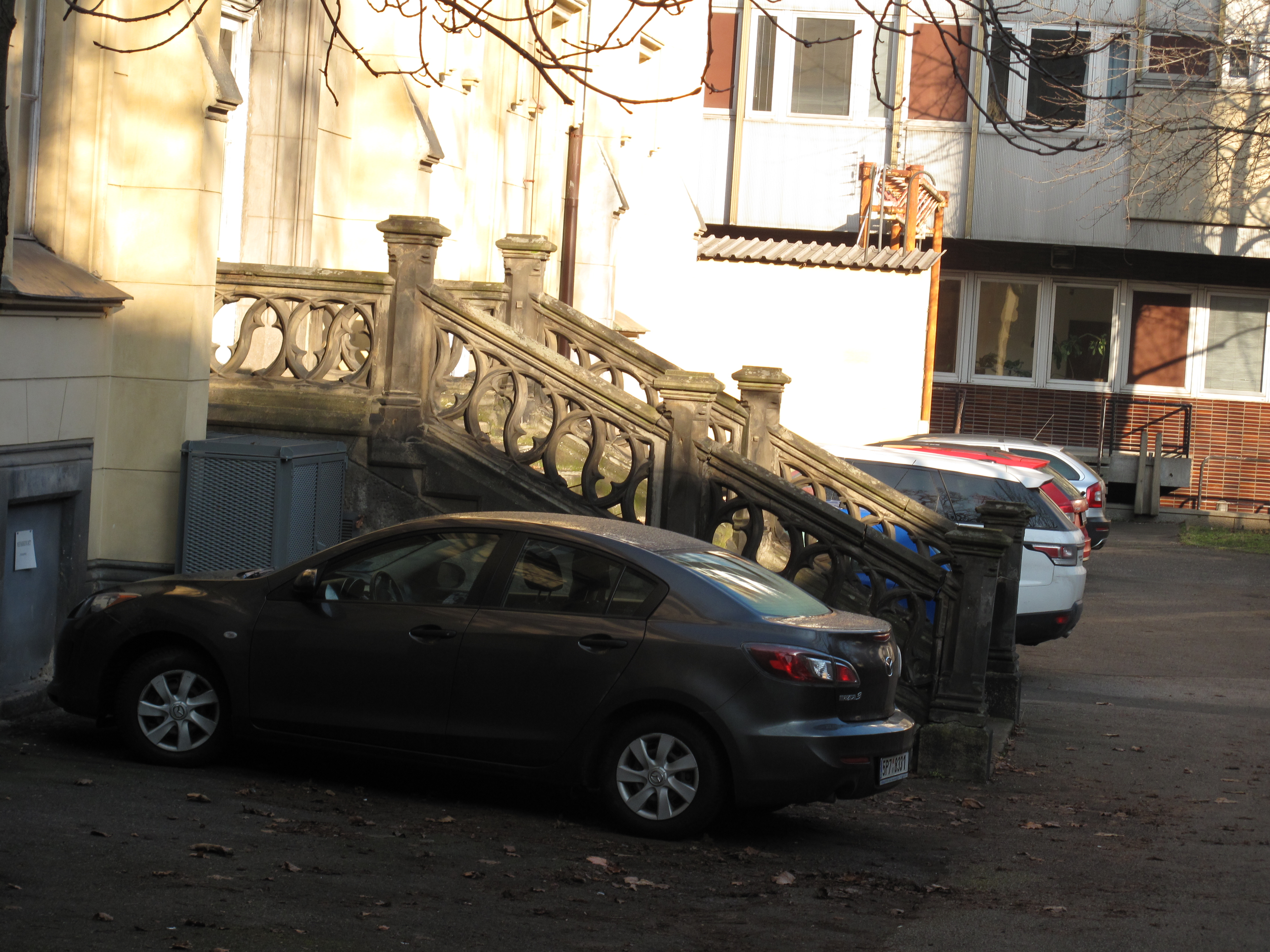
Ostění zadního schodiště do zahrady
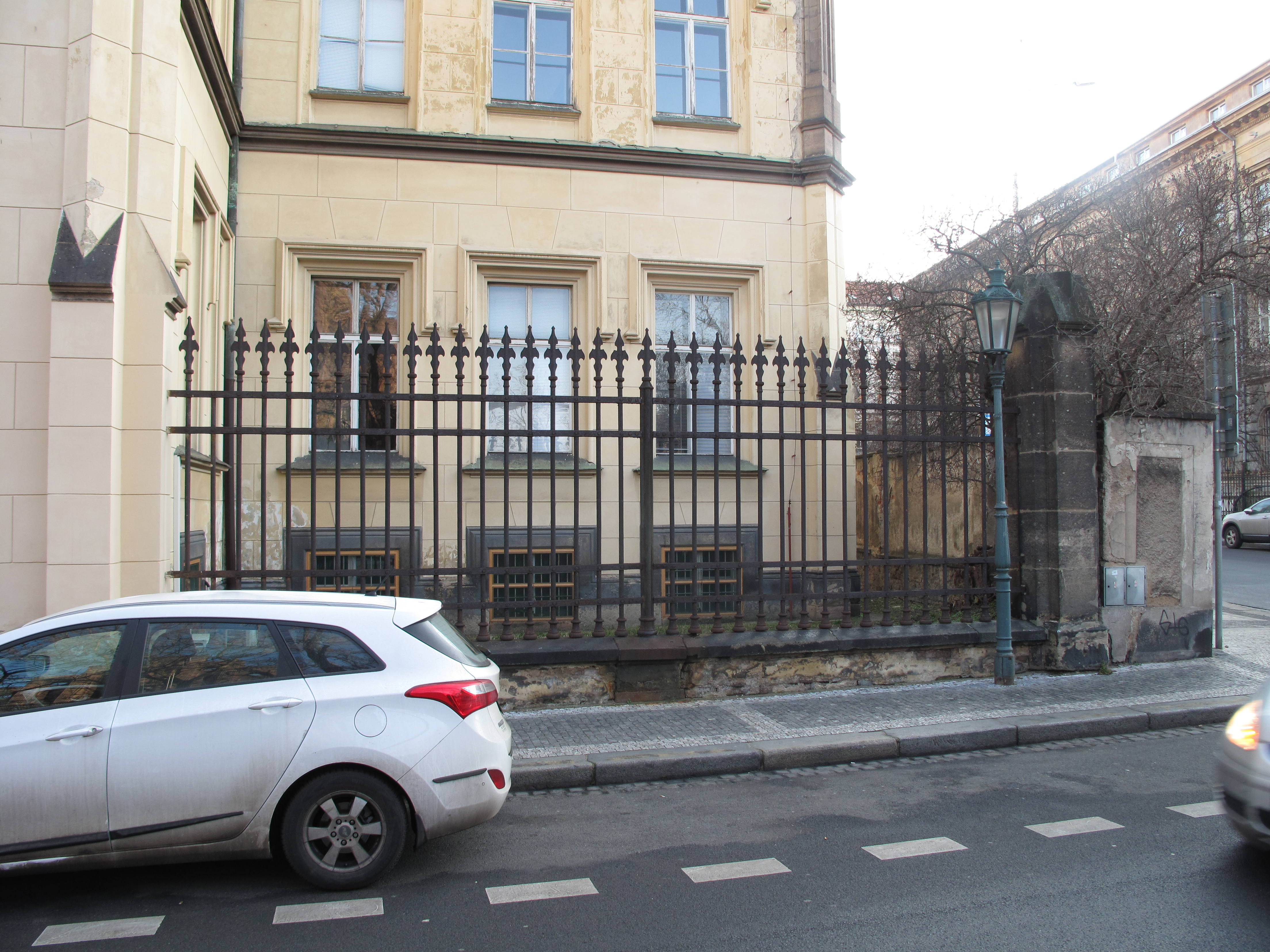
Zídka s plotem
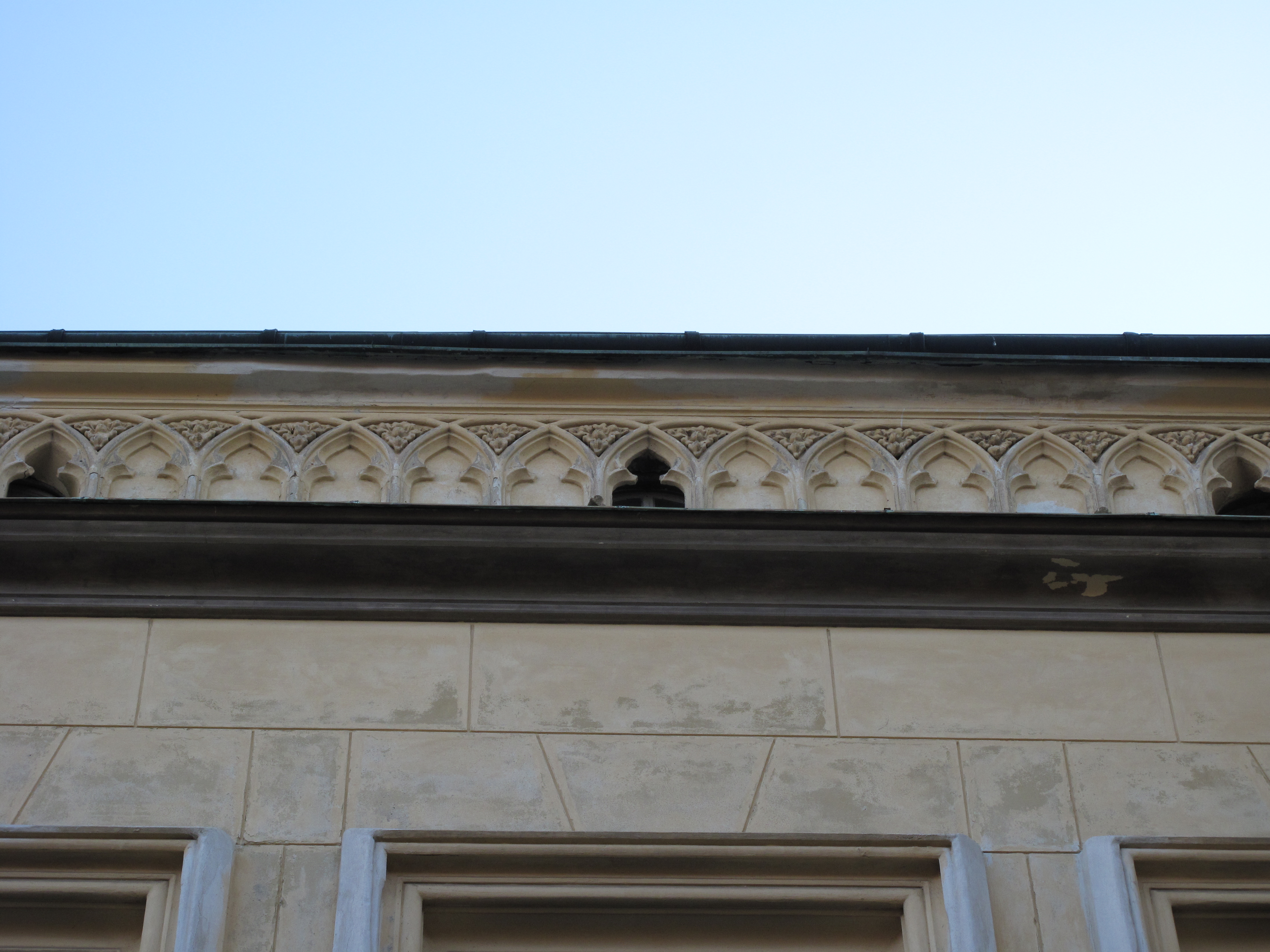
Dekorativní vlys
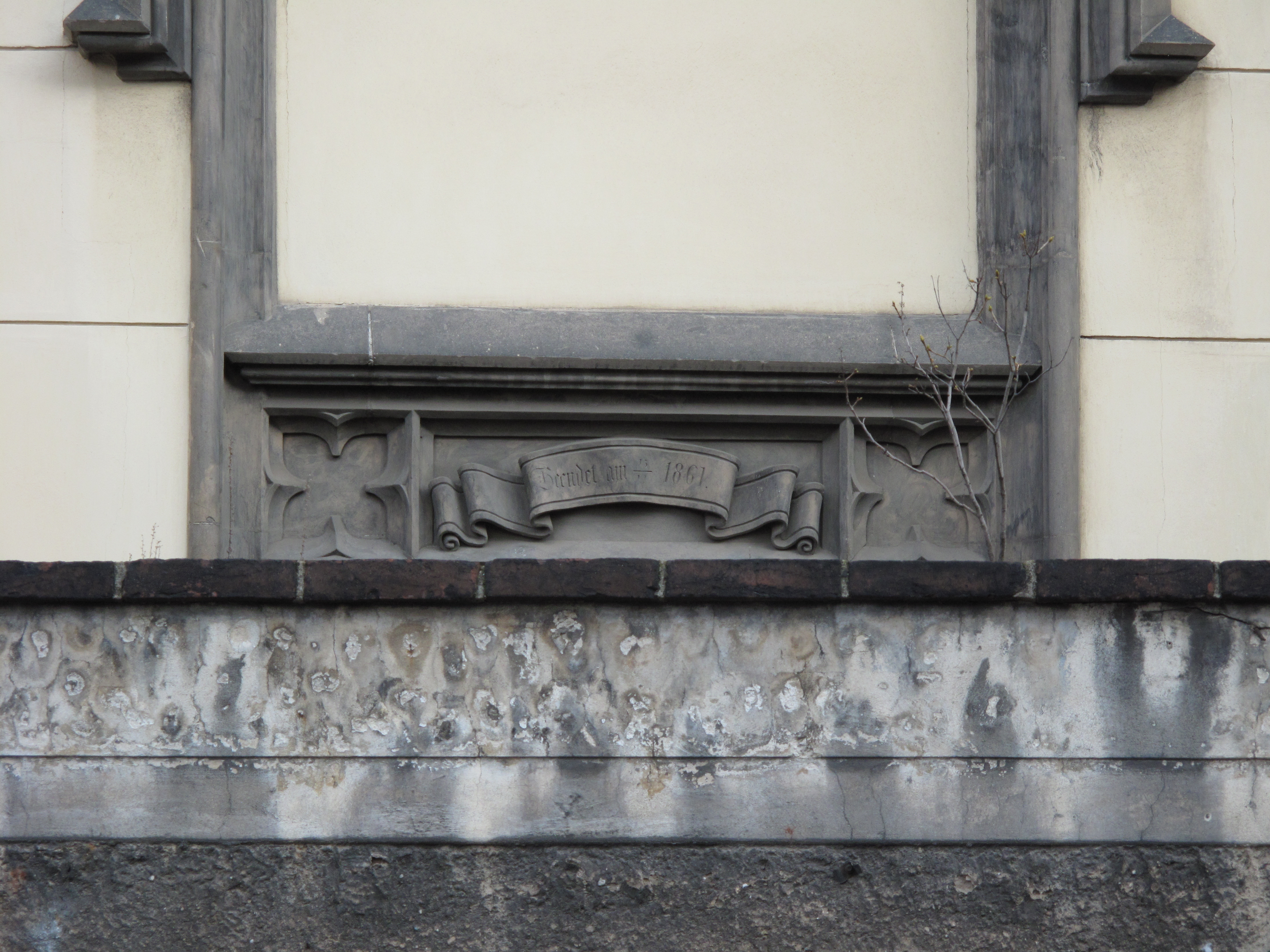
Datum dokončení na fasádě